# Agence de développement et d'urbanisme de l'aire urbaine nancéienne
La Scalen (l'agence de développement des territoires Nancy Sud Lorraine) est une agence d'urbanisme. 

## Historique
Elle a été constituée en 1975 sous le nom d'« Agence d'urbanisme de l'agglomération nancéienne ». En 1992, après élargissement de ses compétences au développement économique, elle prend le nom d'« Agence de développement et d'urbanisme de l'agglomération nancéienne ». En 2001, elle s'ouvre aux territoires riverains et prend son nom actuel. En 2007, elle étend son aire d'intervention au sud Lorraine et devient Scalen, agence de développement des territoires Nancy Sud Lorraine. 

## Financement
Les membres cofinanceurs de l'Agence sont la Métropole du Grand Nancy, le Département, l'État, la Ville de Nancy, ainsi que les communes et EPCI ayant souhaité y adhérer volontairement.
L'Agence adhère à la Fédération nationale des agences d'urbanisme (FNAU) présidée par Sonia de la Provoté. 

## Statuts

### Présentation du Bureau de l’Agence
| Président       | Bertrand Kling, maire de Malzéville, vice-président de la Métropole du Grand Nancy       |
| Vice-Présidente | Valérie Debord, vice-présidente de la Région Grand Est                                   |
| Vice-Président  | Michel Breuille, maire d'Essey-lès-Nancy, vice-président de la Métropole du Grand Nancy  |
| Vice-Présidente | Chloé Blandin, vice-présidente de la Métropole du Grand Nancy                            |
| Vice-Président  | Patrick Nardin, maire d'Epinal                                                           |
| Trésorier       | Nicolas L'Huillier, vice-président de la Communauté de communes Seille et Grand Couronné |
| Secrétaire      | Emmanuel Tirtaine, Directeur départemental des territoires 54                            |